# Hydroporus normandi
Hydroporus normandi är en skalbaggsart som beskrevs av Régimbart 1903. Hydroporus normandi ingår i släktet Hydroporus och familjen dykare.

## Underarter
Arten delas in i följande underarter:
- H. n. alhambrae
- H. n. ifnii
- H. n. ifranensis
- H. n. normandi